# Psusennes III.
Psusennes III. (auch bekannt als Pasebakhaennuit III.) war ein altägyptischer „Hohepriester des Amun“, der am Ende der 21. Dynastie lebte. Über ihn ist nur wenig bekannt und es wird vermutet, dass er mit Pharao Psusennes II. identisch ist. Andere bezweifeln seine Existenz. 

## Belege
Sein Name taucht in einem Dokument auf, das ihn als Sohn des Hohepriesters Pinudjem II. bezeichnet. Das spricht für die These, er sei in Wahrheit Psusennes II., da Pinudjem II. im zehnten Regierungsjahr des Pharaos Siamun starb, der der direkte Vorgänger von Psusennes II. war. 
In einer anderen Theorie wird behauptet, Psusennes III. habe in Tanis regiert und sein jüngerer Bruder habe sich um die Politik in Theben gekümmert. Dieser jüngere Bruder könnte Psusennes II. gewesen sein, dessen Existenz ebenfalls nicht vollständig gesichert ist.